# Alessandro Florenzi
Alessandro Florenzi (* 11. März 1991 in Rom) ist ein italienischer Fußballspieler.

## Karriere

### Verein
Alessandro Florenzi begann seine Karriere bei der AS Rom und spielte in allen Jugendmannschaften der Roma. 2010 stieg er mit 19 Jahren in den Profikader auf. Am 22. Mai 2011 bestritt er sein erstes Serie-A-Spiel gegen Sampdoria Genua (3:1). Florenzi wurde an den FC Crotone in die Serie B verliehen. Er absolvierte in der Saison 2011/12 35 Spiele und erzielte dabei elf Tore. Zur Saison 2012/13 kehrte er in die Hauptstadt zurück und war seitdem wichtiger Bestandteil der Mannschaft.
Ende Januar 2020 wurde er für den Rest der Saison an den spanischen Verein FC Valencia ausgeliehen. Dort kam er bis zum Saisonende auf 12 Ligaeinsätze (9-mal von Beginn).
Mitte September 2020 wechselte Florenzi bis zum Ende der Saison 2020/21 auf Leihbasis in die französische Ligue 1 zu Paris Saint-Germain.
Zur Saison 2021/22 wechselte Alessandro Florenzi für ein Jahr auf Leihbasis mit Kaufoption zur AC Mailand. Florenzi gewann direkt in seinem ersten Jahr mit den Rossoneri die italienische Meisterschaft und bestritt in dieser Spielzeit 24 Ligaspiele und erzielte dabei 2 Tore. Zur Saison 2022/23 wurde Florenzi fest verpflichtet und unterschrieb einen Vertrag bis Juni 2025. In dieser Spielzeit verpasste der Außenverteidiger aufgrund einer Oberschenkelverletzung den Großteil der Saison und kam nur auf sechs Ligaspiele. In der folgenden Saison 2023/24 absolvierte Florenzi wieder 31 Ligaspiele und erzielte dabei ein Tor. In der Sommervorbereitung 2024 erlitt er in einem Freundschaftsspiel einen Kreuzbandriss, weshalb er den Großteil der Saison 2024/25 verpasste. In seiner Abwesenheit gewannen die Rossoneri Anfang Januar 2025 den italienischen Superpokal. Erst Ende Mai 2025 stand Florenzi in einem Pflichtspiel wieder auf dem Platz. Diese Partie war zugleich seine letzte im Trikot der Mailänder, da sein im Sommer 2025 auslaufender Vertrag nicht verlängert wurde.

### Nationalmannschaft
Seit 2011 spielt Alessandro Florenzi in der U-21-Nationalmannschaft Italiens und zuvor im Team der U-20. Im Juni 2013 errang er mit der von Devis Mangia trainierten Mannschaft bei der Europameisterschaft in Israel den Vizetitel, nachdem man sich im Finale Spanien mit 2:4 geschlagen geben musste.
Sein A-Nationalmannschaftsdebüt feierte er am 14. November 2012 unter Cesare Prandelli im Freundschaftsspiel gegen Frankreich (1:2). Hierbei wurde er für Riccardo Montolivo in der 50. Minute eingewechselt.
Bei der Fußball-Europameisterschaft 2016 in Frankreich wurde er in das italienische Aufgebot aufgenommen. Im ersten Spiel der EM war er nach der Geburt seiner ersten Tochter noch nicht eingesetzt worden, in den verbleibenden vier Partien war er aber als Stammspieler dabei. Das Team schied im Viertelfinale gegen Deutschland aus.
Auch in den folgenden Partien kam Florenzi regelmäßig zum Einsatz, bis er sich bei seinem Verein AS Rom einen Kreuzbandriss zuzog. Seine bisher letzte Nominierung erfolgte im Oktober 2016.
Bei der siegreichen Europameisterschaft 2021 stand er im italienischen Kader und kam in zwei Spielen zum Einsatz.

## Erfolge

### Nationalmannschaft
- Europameister: 2021

### Vereine
Italien
- Italienischer Meister: 2022
- Italienischer Supercupsieger: 2024

Frankreich
- Französischer Pokalsieger: 2021
- Französischer Supercupsieger: 2020

### Auszeichnungen
- Verdienstorden der Italienischen Republik (Ritter) – für den Gewinn der Europameisterschaft 2021[10]